# COVID-19-Pandemie in Kiribati
Der Inselstaat Kiribati hat etwas mehr als 100.000 Einwohner und war lange Zeit einer der wenigen Staaten, in denen es keinen SARS-CoV-2-Infizierten gab.  Mit dem ersten Passagierflugzeug nach knapp zwei Jahren kamen am 14. Januar 2022 allerdings 36 Fälle ins Land. Kurze Zeit später gab es in der 6. Kalenderwoche 2022 die ersten Todesfälle. 

## Hintergrund

Bestätigte Infizierte in Kiribati nach Daten der WHO. Oben kumuliert, unten Tageswerte. Am 19. Januar 2022 wies die WHO die ersten 37 Infizierten aus. Offenbar waren dies 36 Passagiere eines am 14. Januar gelandeten Flugzeugs und ein infizierter Mitarbeiter der Isolierstation. Zwei Tage später, am 21. Januar 2022, wurden der WHO zwei weitere Fälle gemeldet

Bestätigte Todesopfer. Darstellung wie oben

Die weltweite COVID-19-Pandemie nahm im Dezember 2019 in China ihren Ausgang. Die COVID-19-Pandemie betrifft die neuartige Erkrankung COVID-19. Diese wird durch das Virus SARS-CoV-2 aus der Gruppe der Coronaviridae verursacht und gehört in die Gruppe der Atemwegserkrankungen. Ab dem 11. März 2020 stufte die Weltgesundheitsorganisation (WHO) das Ausbruchsgeschehen des neuartigen Coronavirus als weltweite Pandemie ein.
In Kiribati gibt es ein zentrales Krankenhaus, das Tungaru Central Hospital auf Tarawa, und 20 Gesundheitszentren auf den weiteren Inseln.

## Maßnahmen
Die Regierung von Kiribati stellte am 1. Februar 2020 alle Anträge auf Einreise aus China zur Abwehr einer COVID-19-Pandemie zurück.
Am 17. März 2020 wurde vermutet, dass sich der Kapitän eines russischen Schiffs, das von Korea kam und im Hafen von Tarawa lag, mit SARS-CoV-2 infiziert habe, daraufhin eilten Personen ins nahe liegende Krankenhaus, um sich dort Masken zu beschaffen. Auch die neben dem Krankenhaus liegende Schule schloss ihren Betrieb und sogar Büros des Kiribati Headquarters in Bairiki wurden geschlossen. Die Bevölkerung geriet in Panik und war irritiert, da keine Testergebnisse mitgeteilt wurden. Weitere Schulen und Büros schlossen, weil sie annahmen, dass das Virus in der Betio Clinic ausgebrochen sei. Die staatlich zuständigen Stellen gaben über Radio bekannt, dass keine Epidemie ausgebrochen sei, befremdlich blieb für die Bevölkerung weiterhin, dass keine Testergebnisse bekannt gegeben wurden. Am 30. März 2020 teilte das Gesundheitsministerium schließlich über Radio mit, dass das Testergebnis aus Australien ergeben habe, dass der inzwischen an einer natürlichen Ursache gestorbene Kapitän nicht infiziert gewesen sei.
Am 28. März 2020 verkündete Präsident Taneti Maamau den Notstand. Damit war Kiribati der letzte Inselstaat im Pazifik, der einen COVID-19-Notstand ausrief. Der Notstand trat per 31. März 2020 in Kraft; seitdem sind auch alle Schulen Kiribatis geschlossen.
Das Ministry of Health and Medical Services wies bereits in der Woche vor der Notstandserklärung darauf hin, dass die Bevölkerung ihre sozialen Kontakte minimieren und zu anderen Personen einen Abstand von zwei Metern einhalten solle sowie sich nach Abschluss von Tätigkeiten 20 Sekunden lang die Hände waschen solle.
Kiribati hat einen internationalen Flughafen auf dem Atoll Tarawa und einen weiteren Flughafen auf der Insel Kiritimati, der von ausländischen Linien angeflogen wird. Daher verhängte das Gesundheitsministerium über alle Einreisenden aus Ländern mit SARS-CoV-2-Infizierten eine 14-tägige Quarantäne. Seit dem internationalen Ausbruch der Corona-Pandemie hatte sich Kiribati abgeschottet und keine Verkehrsmaschinen mehr landen lassen. Beim ersten Flug im Januar 2022 wurden nach der Ankunft 36 infizierte Passagiere gezählt. Die Regierung teilte mit, dass die aus Fidschi kommende Maschine 54 Personen an Bord hatte, die geimpft waren und zuvor negativ getestet wurden.
Das Auswärtige Amt der Bundesrepublik schreibt am 25. Januar 2022 zur epidemiologischen Lage: „Kiribati ist nun auch von COVID-19 betroffen“. Zur Einreise schreibt es: „Der internationale Flugverkehr ist derzeit ausgesetzt“.